# Adriana Dunavska
Adriana Dunavska (en búlgaro, Адриана Владимирова Дунавска) es una ex gimnasta búlgara nacida en Sofía el 21 de abril de 1969. 
Su hermana gemela, Kamelia, también practicó la gimnasia. Ambas hermanas se formaron en el club CSKA de Sofía y al llegar al equipo nacional Adriana estuvo entrenada por Nechka Robeva.
Tras su retirada ha sido entrenadora de la selección de gimnasia rítmica de Bulgaria y posteriormente de la de Francia.

## Resultados
Acerca de su participación en campeonatos de Europa, el campeonato celebrado en 1986 de Florencia fue su primera gran competición, donde obtuvo la medalla de oro en la final de pelota y finalizó cuarta en el concurso completo. El campeonato de Europa de 1988 de Helsinki fue la competición donde obtuvo sus mejores resultados ya que obtuvo cuatro medallas de oro: en el concurso completo y en las finales de aro, mazas y cinta.
En el Campeonato Mundial de Gimnasia Rítmica de 1987 de Varna obtuvo la medalla de oro en la final de cuerda y fue medalla de plata en el concurso completo, además de cuarta en aro, mientras en el siguiente campeonato del mundo, el celebrado en 1989 en Sarajevo fue medalla de oro por equipos con Bulgaria, junto a Yulia Baycheva y Bianka Panova; de bronce en el concurso completo individual, y de plata en las finales de cinta y de pelota. En aro y cuerda ocupó el cuarto lugar.
Con respecto su participación olímpica, compitió en los juegos de Seúl 1988, donde obtuvo la medalla de plata, por detrás de Marina Lóbach.